# 興雲寺 (福知山市)
興雲寺（こううんじ）は京都府福知山市にある臨済宗妙心寺派の仏教寺院。山号は顕龍山。

## 概要
- 宗派: 臨済宗妙心寺派
- 開基: 稲葉紀通侯
- 開山: 回天法旧大禅師
- 本尊: 聖観世音菩薩（顕龍院殿）

## 行事
- 座禅の会 - 毎月5日

## 所在地
- 京都府福知山市三和町中出16番地

## 交通アクセス
- 舞鶴自動車道福知山ICより国道9号で園部方面
- 京都縦貫自動車道京丹波みずほICより国道9号線で福知山方面